# Protein Data Bank

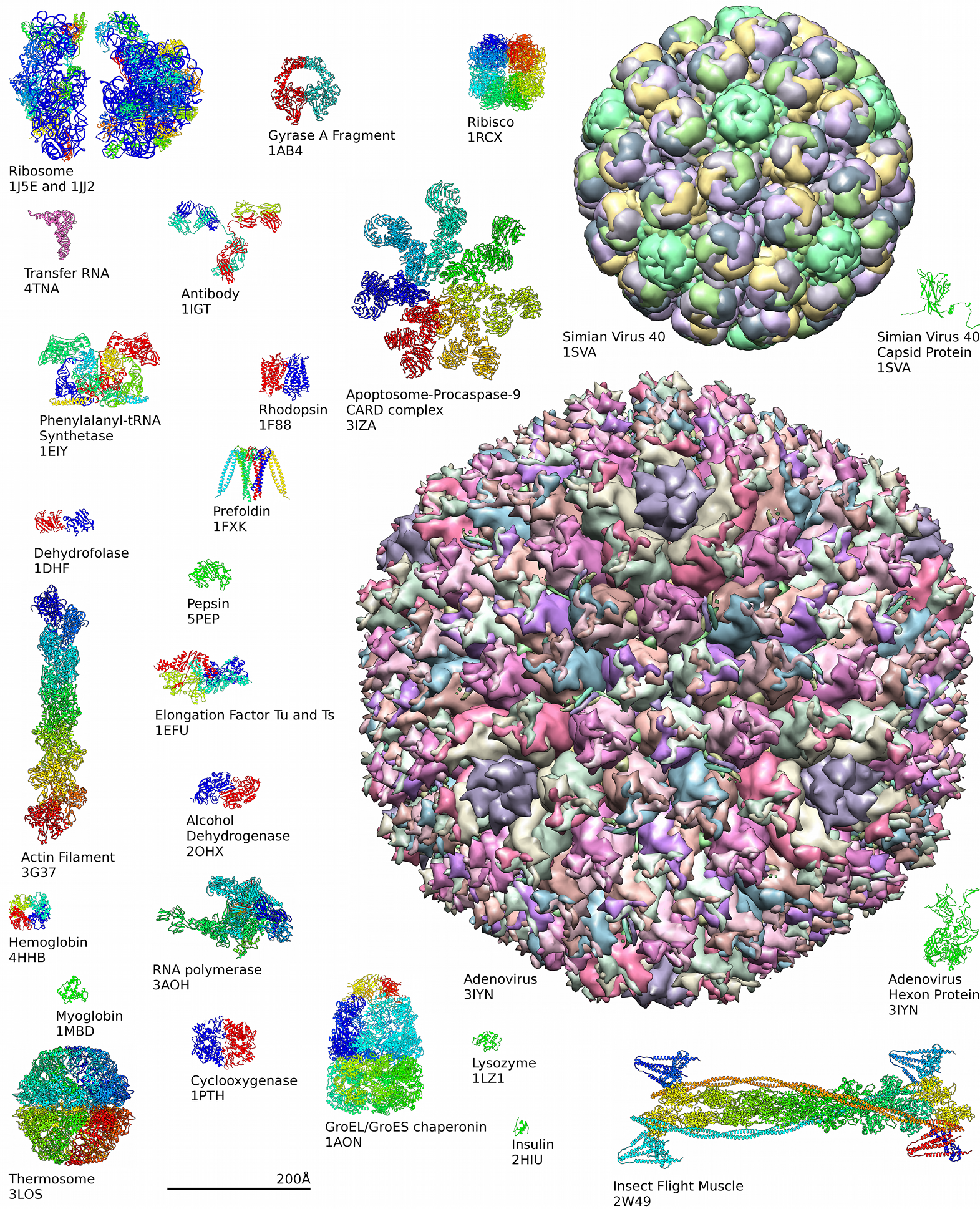
Beispiele von Proteinstrukturen aus der PDB

 Die Protein Data Bank (PDB) ist eine Open Access Datenbank für 3D-Strukturdaten von großen biologischen Molekülen. Über ein Internet-Informationsportal und ein herunterladbares Datenarchiv bietet die PDB Zugang zu 3D-Strukturdaten für Proteine, DNA und RNA. Sie ist heute eine weltweit führende Ressource für experimentelle Daten, die für wissenschaftliche Entdeckungen von zentraler Bedeutung sind. Die Kenntnis der 3D-Struktur eines biologischen Makromoleküls ist wesentlich für das Verständnis seiner Funktion. Die Strukturdaten wurden üblicherweise durch Kristallstrukturanalyse oder NMR-Spektroskopie gewonnen.

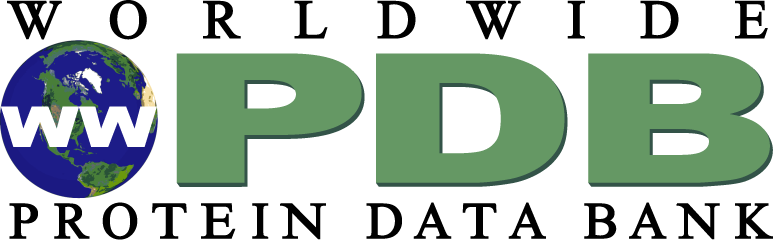
Logo

Das Archiv der Proteindatenbank (PDB) enthält derzeit über 158.000 Einträge (Stand 2019) als 3D-Strukturen von Biomolekülen auf atomarer Ebene.
Die PDB wurde 1971 als erste frei zugängliche, digitale Datenquelle in der Biologie eingerichtet und die Rechenzentren werden seit 1999 von der „Research Collaboratory for Structural Bioinformatics“ (RCSB PDB) betrieben. Sie stellt PDB-Daten allen Datenkonsumenten kostenlos und ohne Nutzungseinschränkungen (Policies) zur Verfügung.
Die RCSB-PDB wird an den Standorten Rutgers, der State University of New Jersey, und dem University of California, San Diego/San Diego Supercomputer Center betrieben. Durch eine einzigartige Vereinbarung werden PDB-Daten auch von anderen Partnern der Worldwide Protein Data Bank (wwPDB) (einschließlich der Protein Data Bank Europe (PDBe)), Protein Data Bank Japan und der Biological Magnetic Resonance Bank zur Verfügung gestellt. Das RCSB-PDB-Team (das an der Rutgers University und der University of California, San Diego tätig ist) ist jedoch der wwPDB-Archivbetreuer und ist auch für die Datenintegrität und die Notfallwiederherstellung verantwortlich. Die Betriebskosten des RCSB-PDB, einschließlich der Kosten für die Datenerstellung und ‑speicherung sowie andere Ausgaben belaufen sich auf insgesamt 6,9 Millionen US-Dollar pro Jahr.

## Geschichte
Die PDB setzte sich ursprünglich aus Proteinstrukturen aus der Röntgen-Kristallstrukturanalyse und dem 1968 gegründeten Brookhaven RAster Display (BRAD) zusammen. Das BRAD-System konnte digitalisierte Hough-Powell-Blasenkammer-Fotografien auf dem Bildschirm eines Schwarz-Weiß-Fernsehgeräts abbilden. Die Entwickler erkannten das Potenzial des BRAD-Systems für 3D-Grafiken und Walter C. Hamilton, leitender Chemiker am Brookhaven National Laboratory, nutzte das Potenzial des BRAD-Displays für die 3D-Molekulargrafik. Zusammen mit Edgar Meyer (Texas A&M University) wurde das Programm DISPLAY, eine Software zur Speicherung von Atomkoordinaten in einem gemeinsamen Format eingeführt. Das Programm DISPLAY konnte 3D-Modelle mit bis zu 512 Atomen zeichnen.
Bis 1970 wurden in Brookhaven die verfügbaren Atomkoordinaten von Proteinen gesammelt und mit dem Programm PROIN in einem einheitlichen Format gespeichert. Wegen des beschränkten Zugangs zu grafischen Darstellungen wurden sie kaum allgemein verwendet; man konnte nur endlose Listen von Atomkoordinaten bewundern oder Messingstangen so biegen, dass sie wie versteinerte Regenwürmer aussahen. Daher wurde 1971 von Meyer das Programm SEARCH in FORTRAN geschrieben, um auf die PDB zuzugreifen und Koordinaten für die Offline-Anzeige bereitzustellen. Es konnte ein bestimmtes Protein aus der PDB auswählen und Atomkoordinaten auf der Grundlage von Atomtyp, Resttyp oder Sequenzbereich extrahieren. Nach Hamiltons Tod 1973 übernahm Tom Koetzle die Leitung für die folgenden 20 Jahre. Im Jahr 1994 ging die Führung an Joel Sussman über.
Von Oktober 1998 bis Juni 1999 wurde die PDB in das Research Collaboratory for Structural Bioinformatics (RCSB) übertragen. Dort wurde Helen M. Berman von der Rutgers University neue Direktorin. Im Jahr 2003 wurde die PDB mit der Gründung von Worldwide Protein Data Bank (wwPDB) international. Gründungsmitglieder sind PDBe (Europe), RCSB (USA) und PDBj (Japan). 2006 schloss sich die Biological Magnetic Resonance Bank (BMRB) an. Jeder Eintrag wird durch die Mitarbeiter bearbeitet.